# 小久保智
小久保 智（こくぼ さとし、1971年10月17日 - ）は、浦和競馬場所属の調教師。東京都出身。

## 来歴
父が競馬ファンだったことで競馬に興味を持ち、大井競馬場で厩務員となった後、調教師となる前は、浦和競馬場・村田貴広厩舎で調教師補佐をつとめていた。2005年3月31日付で調教師免許を取得。
初出走は、2005年7月18日浦和競馬第9競走（トーセンウェーブ、4着）。初勝利は同年8月8日浦和競馬第1競走（カヤドーヴェルト）。
2007年、開業3年目で浦和開催リーディング2位の好成績をおさめる。
2008年10月15日浦和・埼玉栄冠賞をクレイアートビュンで制し、重賞初制覇。
2012年12月10日浦和競馬第11競走シクラメン特別(C2一組)をカヤドーモトヒメで制して年間勝利数を113勝とし、南関東地方競馬の調教師年間最多勝記録を更新した。同年は最終的に年間勝利数を131までのばし、初の南関東リーディングトレーナーとなった。
2013年1月18日、浦和競馬第10競走鴻巣市産業観光館ひなの里賞をトーセンオウジで制し、地方競馬通算400勝を達成、さらに同年12月24日浦和競馬第7競走フロンティアジュベナイル特別をパンパカパーティで制し、地方競馬通算500勝を達成した。同年は113勝をあげ、前年に続き南関東リーディングトレーナーとなった。
2014年11月26日園田・兵庫ジュニアグランプリ（JpnII）をジャジャウマナラシで勝利し、ダートグレード競走初制覇。同年は自身が持っていた南関東の調教師年間最多勝記録を更新する132勝（ほか他地区2勝）をあげ、3年連続で南関東リーディングトレーナーとなった。同年のNARグランプリ（地方競馬全体での表彰制度）では、初となる最優秀賞金収得調教師賞を受賞するとともに、管理馬2頭（ジャジャウマナラシ・サトノタイガー）がそれぞれ2歳最優秀牡馬・最優秀短距離馬に選出されている。
2015年、ラッキープリンスで東京ダービーを初制覇。同年7月15日浦和競馬第10競走しらこばと賞A2B1特別戦をジョーラプターで制し、地方競馬通算700勝を達成した。同年のNARグランプリでは、前年に続いて最優秀賞金収得調教師賞を受賞するとともに、管理馬2頭（アンサンブルライフ・ラッキープリンス）がそれぞれ2歳最優秀牡馬・3歳最優秀牡馬に選出されている。
2016年11月29日大井競馬第2競走をアンジュジョリーで勝ってこの年の南関東地区での勝利数を133とし、自身の持つ南関東地区年間最多勝記録を更新した。この年は南関東地区での勝利数を最終的に143（ほか他地区2勝）とし5年連続で南関東リーディングトレーナーとなった。NARグランプリ2016では最優秀賞金収得調教師賞を前2年に続いて受賞。
2017年8月18日浦和競馬第11競走芙蓉特別をビットアリエスで制し、地方競馬通算1000勝を達成した。
2019年11月4日地元浦和開催となったJBCスプリントをブルドッグボスで制し、Jpn1初制覇を果たす。
2024年8月21日、浦和競馬3日目9Rをレスールドマカロンで勝利し、史上28人目、南関東所属の調教師としては初となる地方競馬通算2000勝を達成した。

## その他
「トーセン」「エスティ」の冠名で知られる島川隆哉の所有馬が数多く預託されており、島川が所有するエスティファームの小見川分場（千葉県香取市）で6馬房が外厩として認定されている（2013年7月24日認定）。

## 主な管理馬
- クレイアートビュン（マイルグランプリ、埼玉栄冠賞）
- トーセンラヴ（オーバルスプリント）
- ジョーイロンデル（しらさぎ賞）
- キスミープリンス（鎌倉記念）
- トーセンアレス（埼玉新聞栄冠賞、スパーキングサマーカップ）
- ジョーメテオ（ゴールドカップ、笠松グランプリ、アフター5スター賞）
- ファイヤープリンス（ニューイヤーカップ）
- サトノタイガー（川崎マイラーズ、アフター5スター賞）
- マイネエレーナ（埼玉新聞栄冠賞）
- ジャジャウマナラシ（兵庫ジュニアグランプリ）
- リアライズリンクス（ゴールドカップ、サンタアニタトロフィー[14]、川崎マイラーズ、京成盃グランドマイラーズ）
- ラッキープリンス（東京ダービー、ニューイヤーカップ）
- アンサンブルライフ（平和賞）
- パーティメーカー（せきれい賞[14]）
- ベルゼブブ（戸塚記念[14]）
- スターインパルス（プリンセスカップ、桜花賞【浦和】[4]、秋桜賞[18]）
- トーセンセラヴィ（東京シンデレラマイル[14]）
- ローズジュレップ（クラウンカップ）
- アンジュジョリー（東京プリンセス賞）
- ブルドッグボス（クラスターカップ、JBCスプリント、ゴールドカップ2回）
- カンムル（戸塚記念、埼玉新聞栄冠賞）
- スプリングマン（クラウンカップ）
- ウェイトアンドシー（川崎マイラーズ、スパーキングサマーカップ、ゴールド争覇）
- シュテルングランツ（東京記念）
- ノブワイルド（テレ玉杯オーバルスプリント2回、プラチナカップ、習志野きらっとスプリント2回）
- トーセンデューク（埼玉新聞栄冠賞）
- トーセンガーネット（東京プリンセス賞、桜花賞【浦和】、平和賞）
- ホールドユアハンド（クラウンカップ）
- トランセンデンス（ニューイヤーカップ、羽田盃）
- ランリョウオー（雲取賞、大井記念、東京記念、ブリリアントカップ、金盃、サンタアニタトロフィー）
- ケラススヴィア（東京2歳優駿牝馬、桜花賞【浦和】、ローレル賞、東京プリンセス賞）
- トーセンレビュー（東海桜花賞、金沢スプリントカップ）
- ダノンレジーナ（東京シンデレラマイル2回、しらさぎ賞、佐賀ヴィーナスカップ、兵庫サマークイーン賞、秋桜賞）
- カイル（東京ダービー、金盃）
- ヒーローコール（鎌倉記念、雲取賞、黒潮盃、戸塚記念、報知オールスターカップ）
- トーセンベニザクラ
- ハイランドピーク（生田オープン）
- ポリゴンウェイヴ（ニューイヤーカップ、クラウンカップ）
- アマネラクーン（プラチナカップ）
- エンテレケイア（習志野きらっとスプリント、アフター5スター賞、船橋記念、川崎スパーキングスプリント）
- ライトスリー（ルーキーズサマーカップ）

この欄の出典: